# Parti progressiste-conservateur du Canada
Pour les articles homonymes, voir Parti conservateur.
 (novembre 2015).
Si vous disposez d'ouvrages ou d'articles de référence ou si vous connaissez des sites web de qualité traitant du thème abordé ici, merci de compléter l'article en donnant les références utiles à sa vérifiabilité et en les liant à la section « Notes et références ».
Le Parti progressiste-conservateur du Canada (en anglais : Progressive Conservative Party of Canada) (PPCC) (en anglais : PCPC) était un parti politique conservateur canadien, classé au centre droit et qui a existé de 1867 à 2003.
Bien que le parti ait cessé officiellement d'exister après 2003, plusieurs membres du Sénat canadien ont continué de siéger en tant que membres du caucus progressiste-conservateur jusqu'en 2015. Les progressistes-conservateurs étaient aussi connus sous le nom de « Tories ».

## Réalisations
Bien que le tout premier premier ministre canadien, Sir John A. Macdonald, fût un conservateur, et bien que le parti fût au pouvoir pour quarante-et-une des soixante-dix premières années d'existence du pays, le parti fut pour la majeure partie de son histoire confiné à l'opposition en tant que deuxième parti fédéral national, derrière les libéraux. Le parti a souffert un déclin après l'élection canadienne de 1993. Il a été formellement dissous le 8 décembre 2003, lorsqu'il fusionna avec l'Alliance canadienne pour former le Parti conservateur du Canada.
Entre la fondation du parti en 1867, et l'adoption du nom « progressiste-conservateur » en 1942, le parti changea de nom plusieurs fois. Il a communément été appelé le Parti conservateur.
Plusieurs partis progressistes-conservateurs provinciaux continuent d'exister en Alberta, en Saskatchewan, au Manitoba, en Ontario, au Nouveau-Brunswick, en Nouvelle-Écosse, à l'Île-du-Prince-Édouard et à Terre-Neuve-et-Labrador. Aussi, un petit groupe de sénateurs et des loyalistes du parti, opposés à la fusion, continuèrent de siéger au parlement sous le nom de progressistes-conservateurs. Le parti yukonnais de ce nom changea son nom, en 1990, pour devenir le Parti du Yukon. Le Parti progressiste-conservateur de la Colombie-Britannique devint le Parti conservateur de la Colombie-Britannique en 1991.
Le parti adopta l'appellation progressiste-conservateur en 1942 quand le premier ministre manitobain de l'époque, John Bracken, qui fut longtemps chef du Parti progressiste de cette province, accepta de devenir chef des conservateurs sous la condition que ceux-ci ajoutent le mot progressiste au nom conservateur. Malgré le changement de nom, la plupart des anciens progressistes continuèrent de soutenir le Parti libéral ou encore le Co-operative Commonwealth Federation. Bracken quitta le parti en 1948.
Une faiblesse majeure du parti depuis 1885, fut son incapacité à gagner l'appui du Québec, aliéné par l'exécution de Louis Riel cette même année. Ce problème ne fit que s'amplifier durant la crise de la conscription de 1917. Bien que le Parti conservateur du Québec dominât la scène politique pour les trente premières années de la Confédération, autant au niveau fédéral que provincial, au XXe siècle le parti ne parvint plus à être une force majeure en politique provinciale. Il fut exclu du pouvoir à partir de 1897, et fut enfin dissous en 1935 dans l'Union nationale, qui prit le pouvoir en 1936 sous Maurice Duplessis.
Durant le XXe siècle, les conservateurs furent souvent considérés comme étant insensibles aux ambitions et aux intérêts Canadiens français et furent incapables de gagner plus d'une poignée de circonscriptions au Québec, avec quelques exceptions notoires :
- l'élection de 1930, quand Richard Bedford Bennett, à la surprise générale, parvint à gagner une majorité mince grâce à vingt-quatre circonscriptions rurales québécoises;

- l'élection de 1958, quand John Diefenbaker, avec l'aide de la machine électorale de l'Union nationale, mena son parti à une victoire écrasante;

- l'élection de 1984 et l'élection de 1988, quand Brian Mulroney, un québécois couramment bilingue, réussit à forger une coalition électorale qui comprenait des nationalistes québécois.

Le parti ne se remit jamais complètement de l'éclatement de la coalition de Brian Mulroney, éclatement qui résultait de l'échec de l'accord du lac Meech. Avant la fusion avec l'Alliance canadienne, il ne détenait que quinze sièges à la Chambre des communes, et n'a jamais détenu plus qu'une vingtaine de sièges au parlement entre 1994 et 2003.

## Idéologie
Le Parti progressiste-conservateur était généralement classé au centre droit
Le conservatisme canadien, historiquement, a davantage ressemblé à celui pratiqué au Royaume-Uni et en Europe qu'à celui pratiqué aux États-Unis. À l'instar des autres mouvements conservateurs en vogue au XIXe siècle, les tories canadiens s'opposaient à l'idée de restreindre l'interventionnisme gouvernemental en matière sociale et économique, comme le réclamaient les libéraux de l'époque. En contraste avec les conservateurs américains, toutefois, ils n'ont pas opéré un virage idéologique aussi drastique dans la première moitié du XXe siècle en poursuivant le mercantilisme et des notions naissantes de l'État-providence.
Comme leur rival libéral, le parti se définissait comme une « grande tente », où une grande variété de membres poursuivant des buts et des idéaux assez librement définis étaient les bienvenus. Contrairement au Parti libéral, il y avait une longue histoire de factionnalisme dans cette tente. Ceci était en partie dû au manque de succès électoral du parti, mais aussi du fait que le parti courtisait souvent des groupes politiques particuliers pour former une base de soutien assez large pour battre les libéraux. Ces groupes existaient souvent en tant que blocs semi-autonomes au sein du parti, tels les nationalistes québécois et les réformistes de l'Ouest canadien dans les années 1980. Plus tard, les observateurs externes classeront généralement les adhérents du parti en deux camps, les Red Tories (tories rouges) et les Blue Tories (tories bleus).
Les Red Tories avaient tendance à épouser le libéralisme sur le plan social, mais restaient conservateurs dans leur politique économique. Historiquement, ils formaient le bloc dominant du Parti conservateur original. Sir John A. Macdonald, John Diefenbaker, Robert Stanfield, Dalton Camp, W.L. Morton, William Davis, Joe Clark, et Flora MacDonald étaient tous des Red Tories.
Les Blue Tories étaient conservateurs à la fois sur les plans économique et social. De 1957 à 2003, les Red Tories dominaient toute la haute hiérarchie du parti. Les Blue Tories ont vu leur nombre se réduire de manière significative vers les années 1980 et plusieurs Blue Tories, désillusionnés, se déplacèrent vers le néo-conservatisme, personnifié dans l'ascension de Margaret Thatcher et Ronald Reagan, et d'autres alternatives de droite. Lorsque le parti était au pouvoir au niveau fédéral, il n'a jamais vraiment épousé les politiques économiques de Reagan et la croisade contre l'interventionnisme gouvernemental au même point qu'hors-Canada. Les néo-conservateurs penchent vers le conservatisme social et le libéralisme économique. Ce groupe constituaient la principale base de soutien de l'Alliance canadienne et son prédécesseur, le Parti réformiste, et ce soutien se transféra ensuite vers le nouveau Parti conservateur du Canada. Le succès qu'a eu le mouvement néo-conservateur à s'approprier le terme conservateur a mené à un débat sur la définition même du conservatisme au Canada aujourd'hui. Même s'ils adhèrent à une philosophie économique semblable à celle originellement avancée par les libéraux du XIXe siècle (connue à la fois aujourd'hui, de façon confuse, sous le nom de néolibéralisme et de néo-conservatisme), l'Alliance canadienne accepta le nom de Parti conservateur du Canada afin de se vendre plus efficacement aux électeurs.

## Historique
À l'aube de la Confédération canadienne, le parti prônait une approche mercantiliste au développement économique : une croissance soutenue par l'exportation, avec des tarifs d'importation élevés afin de protéger les industries locales. Le parti était résolument monarchiste et souhaitait que le Canada joue un rôle important au sein de l'Empire britannique. Certains Canadiens français eurent l'impression qu'il prônait une politique d'assimilation culturelle.
Le Parti conservateur domina la politique canadienne pour les premières soixante-dix années d'existence de la nouvelle nation. En général, l'histoire politique du Canada consiste en une alternance de pouvoir entre les libéraux et les Tories, quoique souvent avec des gouvernements minoritaires soutenus par des plus petits partis.

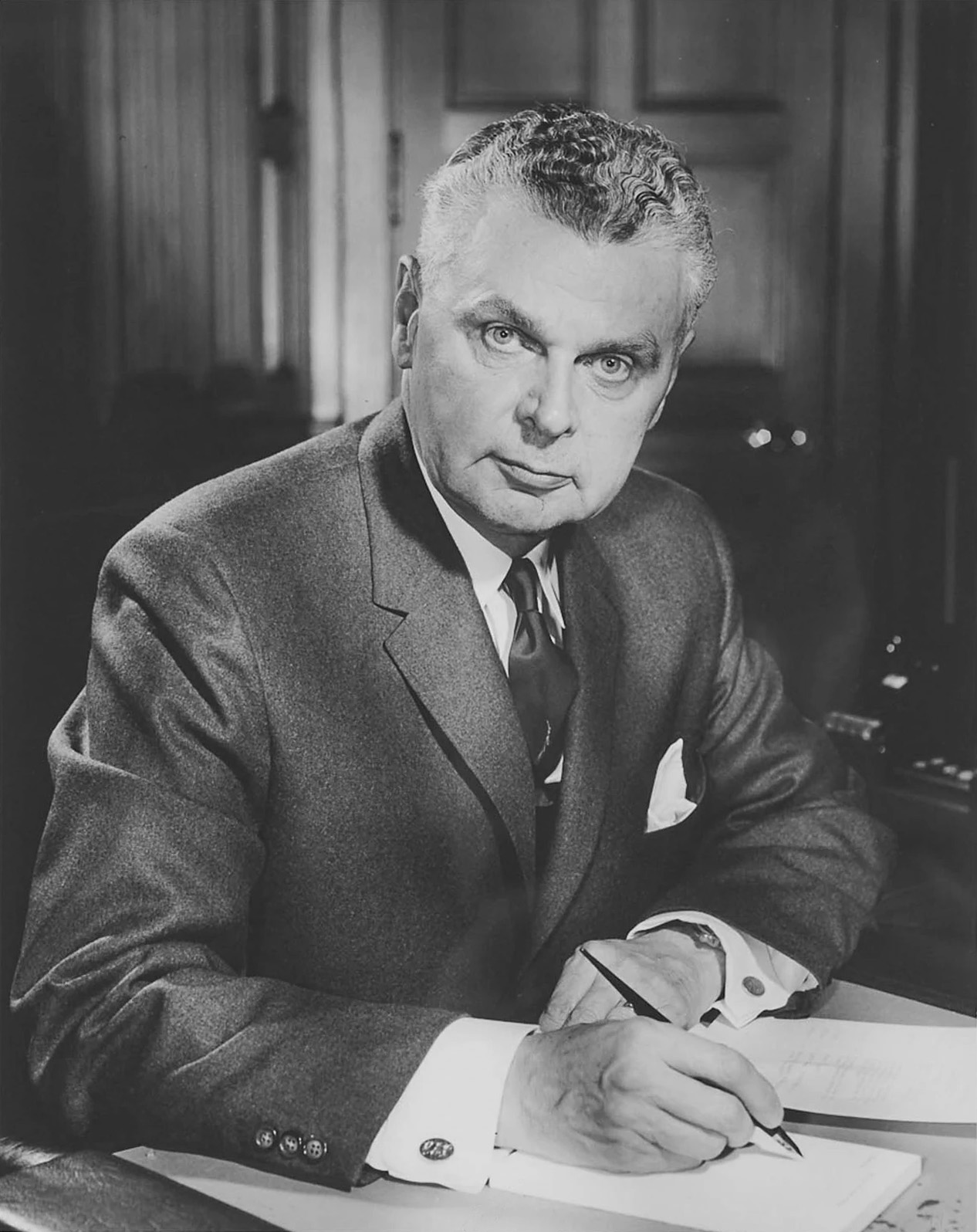
John George Diefenbaker.

Après une longue période de dominance Libérale qui suivit le mandat conservateur durant la Grande Dépression (1930 à 1935), John Diefenbaker remporta une victoire massive pour les conservateurs en 1958. Diefenbaker réussit à remporter la plupart des circonscriptions dans l'Ouest canadien, une grande part en Ontario, et (avec l'aide du gouvernement de l'Union nationale) un grand nombre au Québec. Diefenbaker tenta une politique de distance vis-à-vis les États-Unis. Son cabinet fut divisé par le refus de Diefenbaker face au demandes américaines, qui réclamaient que le Canada accepte des ogives nucléaires pour les missiles Bomarc basées à North Bay, Ontario, et La Macaza, Québec. Cette division contribua à la défaite du gouvernement par les libéraux de Lester B. Pearson lors de l'élection de 1963.
Diefenbaker demeura à la tête du parti progressiste-conservateur jusqu'en 1967, quand un malaise grandissant face à ses politiques réactionnaires, son style autoritaire et son inéligibilité perçue mena à la course à la chefferie de 1967. Le premier ministre néo-écossais Robert Stanfield fut élu parmi les onze candidats, qui incluaient Diefenbaker et le premier ministre manitobain Duff Roblin.
À la fin des années 1960, à la suite de la révolution tranquille québécoise, les progressistes-conservateurs reconnurent le besoin d'augmenter leur attrait pour la population francophone canadienne. Au même moment, les tories entamèrent finalement un éloignement face au mercantilisme et une approche plus libérale de l'économie, notamment en ce qui concerne le libre-échange. Les deux mouvements connurent leur apogée lorsque Brian Mulroney devint premier ministre à la suite de l'élection de 1984.

Logo du parti de 1968 à 1988.

Mulroney s'était déclaré opposé au libre-échange avec les États-Unis lors de la course à la chefferie de 1983. Toutefois, un sentiment grandissant de continentalisme parmi les gens d'affaires canadiens, ainsi que l'impact qu'eut la révolution Reagan sur la pensée conservatrice canadienne, mena Mulroney à un revirement en faveur du libre-échange. Son gouvernement endossa la recommandation de 1985 de la Commission royale sur l'union économique et les perspectives de développement pour le Canada de poursuivre un accord de libre-échange avec les États-Unis.
Traditionnellement, c'était le Parti libéral qui tenait un discours continentaliste et les conservateurs qui s'opposaient au libre-échange avec les États-Unis, préférant des liens économiques plus étroits avec la Grande-Bretagne. Suivant la dissolution de l'Empire britannique et le nationalisme économique des libéraux sous Pierre Elliott Trudeau, les positions traditionnelles des deux partis se trouvèrent inversées.

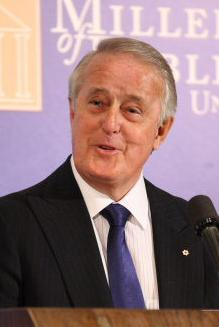
Brian Mulroney

C'est sur ce fond historique que Mulroney fit campagne et remporta l'élection de 1988 sur le thème de l'Accord de libre-échange canado-américain.
Plusieurs facteurs économiques contribuèrent à la défaite du Parti progressiste-conservateur au niveau fédéral avec l'élection de 1993 :
- le Canada traversait alors la pire période de récession depuis la Seconde Guerre mondiale ;
- le chômage atteignait ses plus hauts niveaux depuis la Grande Dépression ;
- le gouvernement fédéral engrangeait des déficits constants ;
- et les tories avaient introduit une nouvelle taxe de vente fort peu populaire, la TPS.

Le deuxième facteur majeur qui mena à la défaite du gouvernement de Mulroney provenait du fait que la base de soutien du parti au Québec était constitué de nationalistes québécois, qui retirèrent leur soutien suivant l'échec de l'Accord du lac Meech et de l'Accord de Charlottetown. Plusieurs tories québécois, incluant plusieurs députés et membres du cabinet, quittèrent le parti pour former le Bloc québécois avec des membres du Parti libéral.
Le troisième facteur majeur fut un sentiment grandissant d'aliénation dans les quatre provinces de l'Ouest canadien, résultant des tentatives des deux grands partis nationaux de séduire le Québec. Les Canadiens occidentaux donnèrent plutôt leur soutien au Parti réformiste du Canada, et son successeur, l'Alliance canadienne.
Suivant la démission de Mulroney, son successeur aux postes de chef des progressistes-conservateurs et de premier ministre fut Kim Campbell, qui mena le parti à une défaite électorale désastreuse en 1993. La chute en popularité du parti, combiné à l'impact du mode de scrutin uninominal majoritaire à un tour utilisé au Canada, eu pour résultat l'effondrement du caucus parlementaire conservateur. Les conservateurs passèrent d'un gouvernement majoritaire à seulement deux députés à la Chambre des communes, ce qui n'était pas suffisant pour retenir le statut de parti officiel, malgré avoir réussi à récolter 16 % du vote populaire. Le parti retrouva son statut de parti officiel sous la direction de Jean Charest après l'élection de 1997, avec un soutien d'environ 20 % des électeurs canadiens, mais les progressistes-conservateurs ne sont jamais parvenus à faire élire plus de 20 députés à la Chambre des communes entre 1994 et 2003.
La montée de l'Alliance canadienne était sans doute dommageable pour les tories, mais il n'y a pas de consensus sur le degré précis auquel cela est vrai. Plusieurs observateurs soutiennent que, de 1993 à 2003, le vote conservateur était divisé entre les deux partis, permettant à des candidats libéraux de remporter des circonscriptions qui furent traditionnellement des forteresses conservatrices. Cette analyse mena à la montée du mouvement Alternative unie dans la deuxième moitié des années 1990. Par contre, d'autres insistent qu'il existait un gouffre idéologique légitime entre les alliancistes, plus idéologiques, et les progressistes-conservateurs, dominés par les Red Tories plus modérés. Certains sondages, indiquant que plusieurs anciens votants PC préféreraient les libéraux comme deuxième choix plutôt que l'Alliance canadienne, tendent à souligner cette thèse.
À la suite du départ de Jean Charest vers le Parti libéral du Québec, Joe Clark réapparut sur la scène politique fédérale pour diriger le parti, et fit mentir les prédictions d'anéantissement du parti à l'élection fédérale de 2000. Le parti remporta les 12 circonscriptions nécessaires pour préserver leur statut de parti officiel à la Chambre des communes, mais sans plus. Par contre, en 2002, le caucus s'enrichit de trois membres supplémentaires et devint le quatrième parti en importance à la chambre, grâce à deux élections complémentaires et l'intégration du caucus par le député du Caucus démocratique représentatif, Inky Mark.
Peter MacKay, successeur de Joe Clark, négocia une fusion avec l'Alliance canadienne qui fut annoncée le 15 octobre 2003. Les deux partis s'unirent pour former un nouveau parti connu sous le nom de Parti conservateur du Canada. L'union fut ratifiée les 5 et 6 décembre par les deux partis, et le nouveau Parti conservateur fut formellement enregistré le 8 décembre. Le 20 mars 2004, l'ancien chef allianciste Stephen Harper fut élu chef du nouveau parti.

## Après la fusion
Suivant la fusion, un caucus de députés progressistes-conservateurs continua de siéger aux communes, constitué d'individus qui refusèrent de se joindre au nouveau Parti conservateur. Joe Clark, André Bachand et John Herron continuèrent à s'identifier comme progressistes-conservateurs.
Dans l'élection de 2004, Bachand et Clark ne se présentèrent pas candidats, et Herron brigue les suffrages sous la bannière libérale ; il fut défait par le conservateur Rob Moore dans la circonscription de Fundy—Royal. Scott Brison, qui s'était joint aux libéraux immédiatement après son départ du Parti conservateur, fut réélu sous la bannière libérale en 2004.
Au Sénat, William Doody (en), Lowell Murray (en) et Norman Atkins ont aussi refusé de se joindre au nouveau parti, et ont siégé en tant que sénateurs progressistes-conservateurs jusqu'à leur départ du Sénat. Le 24 mars 2005, le premier ministre Paul Martin désigna neuf nouveau sénateurs, desquels deux, Nancy Ruth (en) et Elaine McCoy (en), furent désignées progressistes-conservateurs. Alors que Ruth a finalement rejoint le parti conservateur, McCoy est restée étiquetée comme progressiste-conservatrice, puis comme indépendante.

## Parti progressiste canadien
Le 9 janvier 2004, un groupe se proclamant loyal au Parti progressiste-conservateur, et farouchement opposé à la fusion, qu'ils caractérisaient comme une annexion allianciste, soumirent une application pour enregistrer un parti nommé le Parti progressiste-conservateur du Canada. Leur demande fut rejetée, la raison étant que ce nom ne pouvait plus être utilisé. Le groupe fit une autre application sous le nom du Parti progressiste canadien, et un nouveau parti PC fut reconnu par Élections Canada le 26 mars. Il trouva un soutien suffisant pour être reconnu comme parti officiel le 29 mai.
Le Parti progressiste canadien vise à être reconnu comme le successeur du Parti progressiste-conservateur. Toutefois, il est difficile de savoir à quel point ce parti est soutenu par les anciens progressistes-conservateurs. Spécifiquement, aucun anti-fusionniste éminent, tel que Joe Clark ou David Orchard, n'est associé au Parti progressiste canadien. Il n'y a pas non plus de députés ou de sénateurs siégeant actuellement. Le membre le plus éminent à s'y joindre est l'ancien député et membre du cabinet Heward Grafftey, qui arriva juste derrière Craig Chandler au cours de la dernière course à la chefferie du Parti PC.

## Premiers ministres canadiens progressistes-conservateurs
- John A. Macdonald
- John Abbott
- John Thompson
- Mackenzie Bowell
- Charles Tupper
- Robert Laird Borden
- Arthur Meighen
- Richard Bedford Bennett[3]
- Arthur Meighen
- John Diefenbaker
- Joe Clark
- Brian Mulroney
- Kim Campbell

## Chefs conservateurs depuis la confédération

### Parti (libéral-) conservateur du Canada
- Sir John A. Macdonald (1er juillet 1867 au 6 juin 1891)
- Sir John Abbott (16 juin 1891 au 24 novembre 1892)
- Sir John Thompson (5 décembre 1892 au 12 décembre 1894)
- Sir Mackenzie Bowell (21 décembre 1894 au 27 avril 1896)
- Sir Charles Tupper (1er mai 1896 au 5 février 1901)
- Sir Robert Laird Borden (6 février 1901 au 9 juillet 1920)
- Arthur Meighen (10 juillet 1920 au 24 septembre 1926)
- Hugh Guthrie (11 octobre 1926 au 11 octobre 1927 intérim)
- Richard Bedford Bennett (12 octobre 1927 au 6 juillet 1938)
- Robert James Manion (7 juillet 1938 au 13 mai 1940)
- Richard Hanson (14 mai 1940 au 11 novembre 1941 intérim)
- Arthur Meighen (12 novembre 1941 au 9 décembre 1942)[4]

### Parti progressiste-conservateur du Canada
| John Bracken        | Neepawa, Manitoba | 11 décembre 1942 - 20 juillet 1948  | Non                                                            | Premier ministre du Manitoba (1922 - 1943)                                                |
| George Drew         | Carleton, Ontario | 2 octobre 1948 - 29 novembre 1956   | Non                                                            | Premier ministre de l'Ontario (1942 - 1948)                                               |
| John G. Diefenbaker | Prince Albert, Saskatchewan | 14 décembre 1956 - 8 septembre 1967 | 13e premier ministre du Canada 21 juin 1957 - 22 avril 1963    | Député fédéral jusqu'en 1979                                                              |
| Robert Stanfield    | Halifax, Nouvelle-Écosse | 9 septembre 1967 - 22 février 1976  | Non                                                            | Premier ministre de la Nouvelle-Écosse (1956-1967)                                        |
| Joe Clark           | Rocky Mountain, Alberta (4 janvier 1973 - 26 mars 1979) Yellowhead, Alberta (22 mai 1979 - 8 septembre 1993)                                                                      | 22 février 1976 - 19 février 1983   | 16e premier ministre du Canada 4 juin 1979 - 3 mars 1980       | Premier ministre le plus jeune de l'histoire du Canada                                    |
| Brian Mulroney      | Nova Centre, Nouvelle-Écosse (29 août 1983 - 4 septembre 1984) Manicouagan, Québec (4 septembre 1984 - 21 novembre 1988) Charlevoix, Québec (21 novembre 1988 - 8 septembre 1993) | 21 juin 1983 - 13 juin 1993         | 18e premier ministre du Canada 4 septembre 1984 - 25 juin 1993 | Premier québécois à occuper le poste de chef du parti Progressiste-Conservateur du Canada |
| Kim Campbell        | Vancouver Centre, Colombie-Britannique | 13 juin 1993 - 14 décembre 1993     | 19e premier ministre du Canada 25 juin 1993 - 4 novembre 1993  | Première femme à occuper le poste de Premier ministre du Canada                           |
| Jean Charest        | Sherbrooke, Québec | 14 décembre 1993 - 2 avril 1998     | Non                                                            | Premier ministre du Québec (2003 - 2012) Parti libéral du Québec                          |
| Joe Clark           | Kings—Hants, Nouvelle-Écosse Calgary-Centre, Alberta | 14 novembre 1998 - 30 mai 2003      | Non                                                            | Deuxième mandat en tant que chef                                                          |
| Peter MacKay        | Nova Centre, Nouvelle-Écosse | 31 mai 2003 - 8 décembre 2003       | Non                                                            | Dernier chef du Parti Progressiste-Conservateur du Canada                                 |

## Résultats des élections, 1945 à 2000

### Élections fédérales
| Élection | Candidats | Tête de liste    | Votes     | %     | Tête de liste | Sièges    | +/– | Positionnement | Gouvernement       |
| -------- | --------- | ---------------- | --------- | ----- | ------------- | --------- | --- | -------------- | ------------------ |
| 1945     | 203       | John Bracken     | 1 448 744 | 27,62 |               | 67 / 245  |     | 2e             | Opposition         |
| 1949     | 249       | George Drew      | 1 734 261 | 29,62 |               | 41 / 262  | 26  | 2e             | Opposition         |
| 1953     | 248       | George Drew      | 1 749 579 | 31,02 |               | 51 / 265  | 10  | 2e             | Opposition         |
| 1957     | 256       | John Diefenbaker | 2 564 732 | 38,81 |               | 112 / 265 | 61  | 1er            | Diefenbaker        |
| 1958     | 265       | John Diefenbaker | 3 908 633 | 53,56 |               | 208 / 265 | 97  | 1er            | Diefenbaker        |
| 1962     | 265       | John Diefenbaker | 2 865 542 | 37,22 |               | 116 / 265 | 92  | 1er            | Diefenbaker        |
| 1963     | 265       | John Diefenbaker | 2 582 322 | 32,72 |               | 92 / 265  | 24  | 2e             | Opposition         |
| 1965     | 265       | John Diefenbaker | 2 500 113 | 32,41 |               | 97 / 265  | 5   | 2e             | Opposition         |
| 1968     | 262       | Robert Stanfield | 2 548 949 | 31,36 |               | 72 / 264  | 25  | 2e             | Opposition         |
| 1972     | 265       | Robert Stanfield | 3 388 980 | 35,02 |               | 107 / 264 | 35  | 2e             | Opposition         |
| 1974     | 264       | Robert Stanfield | 3 371 319 | 35,46 |               | 95 / 264  | 12  | 2e             | Opposition         |
| 1979     | 282       | Joe Clark        | 4 111 606 | 35,89 |               | 136 / 282 | 41  | 1er            | Clark              |
| 1980     | 282       | Joe Clark        | 3 552 994 | 32,49 |               | 103 / 282 | 33  | 2e             | Opposition         |
| 1984     | 282       | Brian Mulroney   | 6 278 818 | 50,03 |               | 211 / 282 | 108 | 1er            | Mulroney           |
| 1988     | 295       | Brian Mulroney   | 5 667 543 | 43,02 |               | 169 / 295 | 42  | 1er            | Mulroney, Campbell |
| 1993     | 295       | Kim Campbell     | 2 178 303 | 16,04 |               | 2 / 295   | 167 | 5e             | Opposition         |
| 1997     | 301       | Jean Charest     | 2 446 705 | 18,84 |               | 20 / 301  | 18  | 5e             | Opposition         |
| 2000     | 291       | Joe Clark        | 1 566 994 | 12,19 |               | 12 / 301  | 8   | 5e             | Opposition         |